# Medwedowce
Medwedowce (ukr. Медведівці, Medwediwci) – wieś na Ukrainie, w obwodzie tarnopolskim, w rejonie czortkowskim. Przez wieś biegnie rzeka Olchowiec, lewy dopływ Strypy.
W 2023 roku liczyła 1229 mieszkańców. Wieś leży w pobliżu drogi krajowej N18.

## Historia
Dziedzic Medwedowiec, Stanisław Pieńczykowski, zakupił podominikański kościół p.w. Przemienienia Pańskiego w Buczaczu. Na jego rozkaz kościół został rozebrany w 1808 roku, materiał został użyty do budowy jego dworu i cerkwi we wsi.
W II Rzeczypospolitej miejscowość stanowiła początkowo samodzielną gminę jednostkową. 1 sierpnia 1934 roku w ramach reformy na podstawie ustawy scaleniowej została włączona do zbiorowej gminy wiejskiej Podzameczek w powiecie buczackim, w województwie tarnopolskim.
W czasie okupacji niemieckiej mieszkająca tutaj polska rodzina Wicherków ukrywała Żydów. W 1990 roku Instytut Jad Waszem uhonorował za to tytułami Sprawiedliwych wśród Narodów Świata Mieczysława i Marię Wicherków i ich córkę Józefę Czernicką z d. Wicherek.
Od 24 marca 1991 wieś jest siedzibą rady wiejskiej.

## Religia
We wsi znajduje się cerkiew Zaśnięcia Najświętszej Bogurodzicy wzniesiona w 1827 roku, a także kaplica św. Mikołaja z 1725 roku, odrestaurowana w 1995.

## Urodzeni
- dr Irena Banaszak (ur. 26 marca 1928, zm. 20 marca we Wrocławiu) – członkini TMLiKPW Oddział Buczacz[6]

## Związani z miejscowością
- Michał Brzostowski – właściciel dóbr Medwedowce, przyjaciel Stanisława Floriana Potockiego w wojsku, mieszkał we wsi przynajmniej w 1816, jego żoną była[7] Konstancja z hr.[8] Krasickich[9].
- Władysław Wiktor Czaykowski – właściciel dóbr Medwedowce, poseł do Sejmu Krajowego Galicji VI i VII kadencji (1889-1901).
- Leon Potocki (pseud. Bonawentura z Kochanowa) – polski pisarz, pamiętnikarz, literat i powieściopisarz, przebywał we wsi wraz z ojcem Stanisławem Florianem[7].